# Comité des décrets
Le Comité des décrets a été créé en France pendant la Révolution française sous la Constituante le 21 novembre 1789 et a été actif jusqu'à la fin de la Convention thermidorienne en octobre 1795 . Il compte neuf membres.
Il est chargé de la surveillance de l'envoi des lois. Ses compétences sont fort modestes : apposition du sceau de la République sur les décrets votés et leur envoi aux corps administratifs, surveillance de l'impression des lois, ce qui le met en liaison étroite avec l'Imprimerie nationale.
Son nom change en fonction de l'évolution et de la précision de ses attributions : commission de Surveillance de l’envoi des décrets (21 novembre 1789 – 6 juillet 1790) ; comité de la Surveillance de l'envoi des lois et de la collation des décrets (6 juillet 1790 – 3 septembre 1791) ; comité des Décrets (26 octobre 1791 – 18 octobre 1792) ; comité des Décrets et procès-verbaux (18 octobre 1792 – 24 août 1794) ; comité des Décrets, procès-verbaux et archives (24 août 1794 – 25 octobre 1795).